# 空のコーラス
「空のコーラス」（そらのコーラス）は、1998年4月 - 5月に、NHKの音楽番組『みんなのうた』で放送された曲。作詞：岡田陸実、作曲：渡辺貞夫、編曲：セザール・マリアーノ、歌：メニーナス・ド・ブラジル（コーラスグループ）。

## 概要
「5分曲」の一つだがメニナースらによる歌唱が少なく、渡辺貞夫によるサックスがメインという「みんなのうた」では異色の楽曲。渡辺は「みんなのうた」で唯一の登場。録音はニューヨークで行われた。
映像は西内としおのアニメーションに橋本満明によるCG合成。西内と橋本は翌年の「世界はメロディー」（歌：室井滋）でもタッグを組む。番組内で再放送は一度も行われていない。
8cmシングルが販売されたほか、1998年6月22日に販売されたアルバム「Viajando」の11曲目に収録。番組が60周年を迎えた2021年にはベストアルバム「NHKみんなのうた 60 アニバーサリー・ベスト 〜アイスクリームの歌〜」の14曲目にも収録。